# Sułtani Perlisu

## Dynastia Jamalullail
- Tuanku Syed Husain ibni al-Marhum Syed Harun Jamalullail 1834–1873
- Tuanku Syed Ahmad ibni al-Marhum Syed Husain Jamalullail 1873–1897
- Tuanku Syed Safi ibni al-Marhum Syed Alawi Jamalullail 1897–1904
- Tuanku Syed Alawi ibni al-Marhum Syed Safi Jamalullail 1904–1943
- Tuanku Syed Hamzah ibni al-Marhum Syed Safi Jamalullail 1943–1945

| # | Imię                                                          |          | Lata życia             | Lata życia                    | Czas rządów      | Czas rządów      | Rodzice                                                                                                   |
| # | Imię                                                          | Urodzony | Zmarł                  | Od                            | Do               |                  | Rodzice                                                                                                   |
| - | ------------------------------------------------------------- | -------- | ---------------------- | ----------------------------- | ---------------- | ---------------- | --- |
| 6 | Tuanku Syed Harun Putra ibni al-Marhum Syed Hasan Jamalullail |          | 25 listopada 1920 Arau | 16 kwietnia 2000 Kuala Lumpur | 4 grudnia 1945   | 16 kwietnia 2000 | Tuanku Syed Hamzah ibni al-Marhum Syed Safi Jamalullail Che Puan Wan Teh Binti Wan Endut                  |
| 7 | Tuanku Syed Sirajuddin ibni al-Marhum Syed Putra Jamalullail  |          | 17 maja 1943 Arau      |                               | 17 kwietnia 2000 |                  | Tuanku Syed Harun Putra ibni al-Marhum Syed Hasan Jamalullail Tengku Budriah Binti Almarhum Tengku Ismail |